# Taras Danko
Taras Hryhorovych Danko –en ucraniano, Тарас Григорович Данько– (Kiev, 3 de julio de 1980) es un deportista ucraniano que compitió en lucha libre.
Participó en dos Juegos Olímpicos de Verano, obteniendo una medalla de bronce en Pekín 2008, en la categoría de 84 kg, y el séptimo lugar en Atenas 2004.
Ganó una medalla de bronce en el Campeonato Mundial de Lucha de 2005 y tres medallas en el Campeonato Europeo de Lucha entre los años 2005 y 2007.

## Palmarés internacional
| Juegos Olímpicos   | Juegos Olímpicos   | Juegos Olímpicos  | Juegos Olímpicos |
| Año                | Lugar              | Medalla           | Categoría        |
| ------------------ | ------------------ | ----------------- | ---------------- |
| 2008               | Pekín (China)      | Medalla de bronce | 84 kg            |
| Campeonato Mundial |                    |                   |                  |
| Año                | Lugar              | Medalla           | Categoría        |
| 2005               | Budapest (Hungría) | Medalla de bronce | 84 kg            |
| Campeonato Europeo |                    |                   |                  |
| Año                | Lugar              | Medalla           | Categoría        |
| 2005               | Varna (Bulgaria)   | Medalla de oro    | 84 kg            |
| 2006               | Moscú (Rusia)      | Medalla de bronce | 84 kg            |
| 2007               | Sofía (Bulgaria)   | Medalla de plata  | 84 kg            |